# سنقر دورنگ
سنقر دورنگ یا سنقر سیاه‌وسفید (نام علمی: Circus melanoleucos) یک پرنده شکاری از تیرهٔ بازان (Accipitridae) است که به دلیل رنگ سفید و سیاه متمایز در نرها نام‌گذاری شده است.
این پرنده مهاجر بوم‌زاد آسیا است که تقریباً از جنوب سیبری تا فیلیپین را شامل می‌شود. آنها عمدتاً منفرد هستند، اگرچه گاهی گروه‌های آزاد تشکیل می‌دهند. آنها بیشتر در مناطق باز زندگی می‌کنند و از پستانداران کوچک تغذیه می‌کنند.
آنها در ارتفاعات مختلف از سطح دریا تا ارتفاعات ۲۱۰۰ متری یافت می‌شوند، اما معمولاً در ارتفاعات زیر ۱۵۰۰ متر زادآوری می‌کنند.
هنگام شکار، سنقرهای دورنگ در ارتفاع پایین پرواز می‌کنند و سطح سرزمین را با دقت بررسی می‌کنند.